# 新山詩織 PREMIUM弾き語りライブ「しおりだけ〜ひとり唄〜」
『新山詩織 PREMIUM弾き語りライブ「しおりだけ〜ひとり唄〜」』は新山詩織のライブ・ビデオ。2018年6月27日にビーイングから発売された。

## 解説
2017年9月2日に東京・EX THEATER ROPPONGIで実施した弾き語りワンマンライブ「しおりだけ～ひとり唄～」の模様を収録した。新山にとっては初のDVD作品リリースとなった。

## 収録曲
1. たんぽぽ
作詞・作曲：新山詩織
2. シャボン玉みたいに
作詞・作曲：新山詩織
3. 糸（原曲：中島みゆき）
作詞・作曲：中島みゆき
4. 恋の中
作詞・作曲：福山雅治
5. 午後3時
作詞・作曲：新山詩織
6. 分かってるよ
作詞・作曲：新山詩織
7. Hello
作詞：新山詩織　作曲：藤本貴則
8. 名前のない手紙
作詞・作曲：新山詩織
9. マゼンタ（原曲：ハルカトミユキ）
作詞・作曲：ハルカ
10. 深夜高速（原曲：フラワーカンパニーズ）
作詞・作曲：鈴木圭介
11. 四丁目の交差点
作詞・作曲：新山詩織
12. 絶対
作詞・作曲：新山詩織
13. だからさ
作詞・作曲：新山詩織
14. ゆれるユレル
作詞：新山詩織　作曲：新山詩織、RYOTARO
15. さよなら私の恋心
作詞：新山詩織、Chara　作曲：Chara
この曲からアンコール。この曲のプロモーション・ビデオの監督を務めた岩井俊二との弾き語りで行われた[4]。
16. らくがきちょう
作詞：新山詩織　作曲：山口俊樹
17. きらきら
作詞・作曲：新山詩織